# Ytter-Gravaberget
Ytter-Gravaberget är ett naturreservat i Bjurholms kommun, i Ångermanland som ligger 10 kilometer nordväst om Bjurholm. Reservatet utgörs av två flyggberg, Gravaberget och Ytter-Gravaberget. I området ingår också Sundmyran som ligger söder om bergen tillsammans med en liten tjärn. I sydväst gränsar reservatet mot sjön Stor-Gravatjärnen.
I reservatet finns den svårupptäckta orkidén spindelblomster.